# Flex-Able
Flex-Able album je Steve Vaia. To je njegov prvi solo projekt kreiran u studiu Stucco Blue. Na njemu se nalazi 15 pjesama u produkciji Vaia. Zadnje četiri pjesme reizdanje su na CD-u i nisu originalni snimak već su ubačene iz LP verzije. 

## Popis pjesama
Sve pjesme napisao je Steve Vai.
1. "Little Green Men" – 5:39
2. "Viv Woman" – 3:09
3. "Lovers Are Crazy" – 5:39
4. "Salamanders in the Sun" – 2:26
5. "The Boy-Girl Song" – 4:02
6. "The Attitude Song" – 3:23
7. "Call it Sleep" – 5:09
8. "Junkie" – 7:23
9. "Bill's Private Parts" – 0:16
10. "Next Stop Earth" – 0:34
11. "There's Something Dead in Here" – 3:46

### Bonus skladbe (reizdanje na CD-u)
Ove četiri skladbe također se nalaze se na albumu Flex-Able Leftovers.
1. "So Happy" – 2:44
2. "Bledsoe Bluvd" – 4:22
3. "Burnin' Down the Mountain" – 4:22
4. "Chronic Insomnia" – 2:05